# Karel van der Pluym
Karel van der Pluym (Leyde, 1625 - 1672) est un graveur et peintre néerlandais. Il a été l'élève de Rembrandt.

## Biographie
Karel van der Pluym est né en 1625 à Leyde,. Il est le fils unique de Dominicus Jansz. van der Pluym et de Cornelia Cornelisdr. de Suytbroek, qui est une cousine de la mère de Rembrandt.
Il a d'ailleurs été l'élève du maître de Leyde de 1643 à 1646,.
Certaines œuvres ont d'abord été attribuées à ce dernier — telles que la Vieille femme avec un livre, achetée en 1916 par Henry Clay Frick, car présentée en tant que Rembrandt —, mais des spécialistes ont finalement identifié Pluym comme l'auteur original.
Karel van der Pluym meurt le 22 février 1672 à Leyde,.

## Œuvre

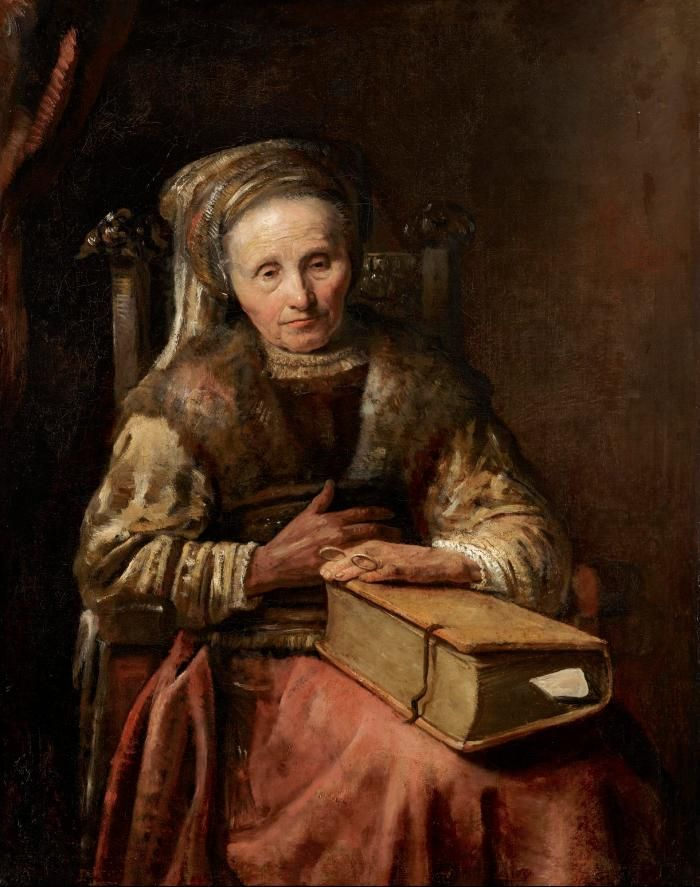
Vieille femme avec un livre, années 1650, The Frick Collection, New York.
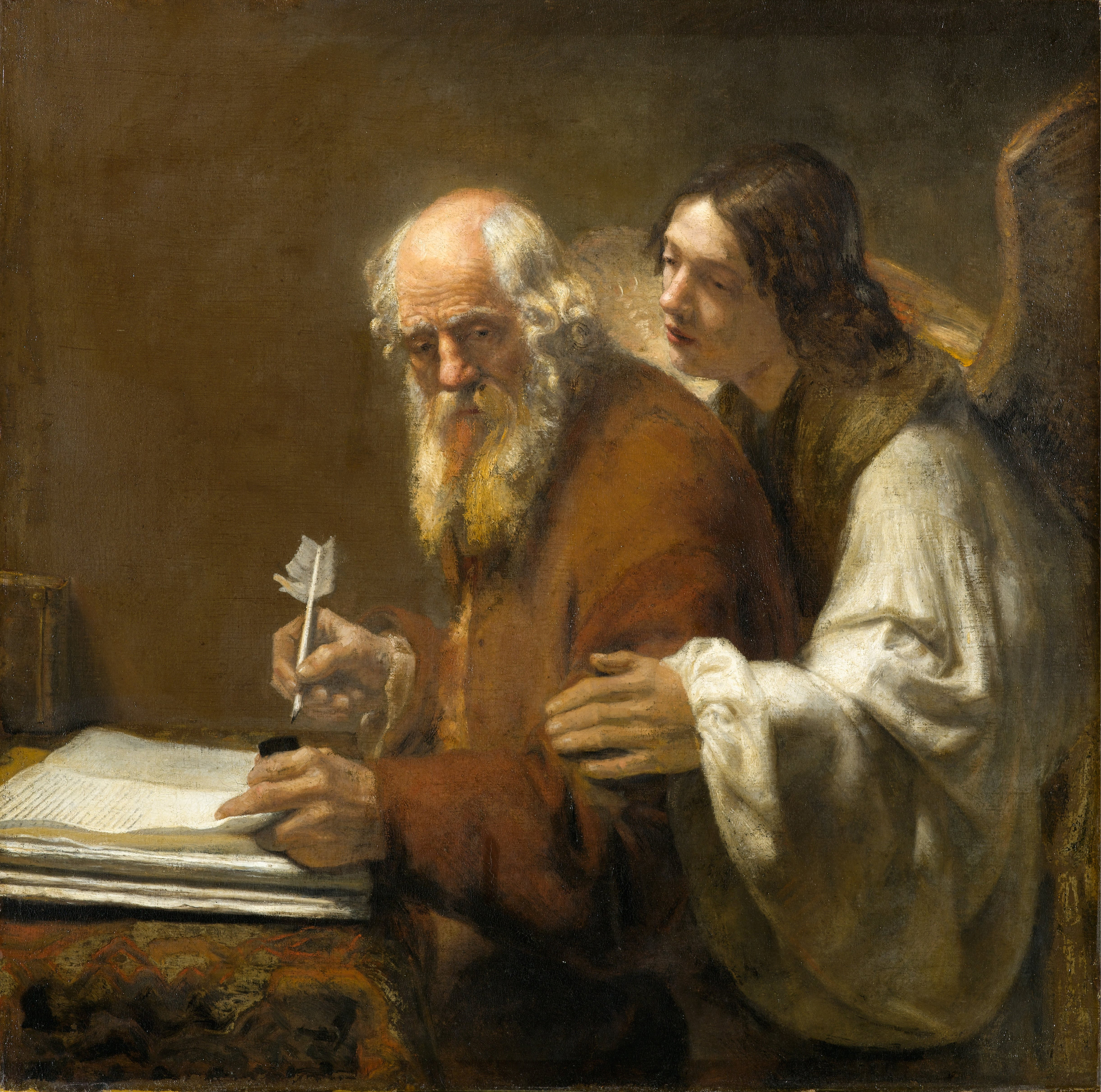
Saint Matthieu et l'ange, v. 1655-1660, musée d'art de Caroline du Nord.
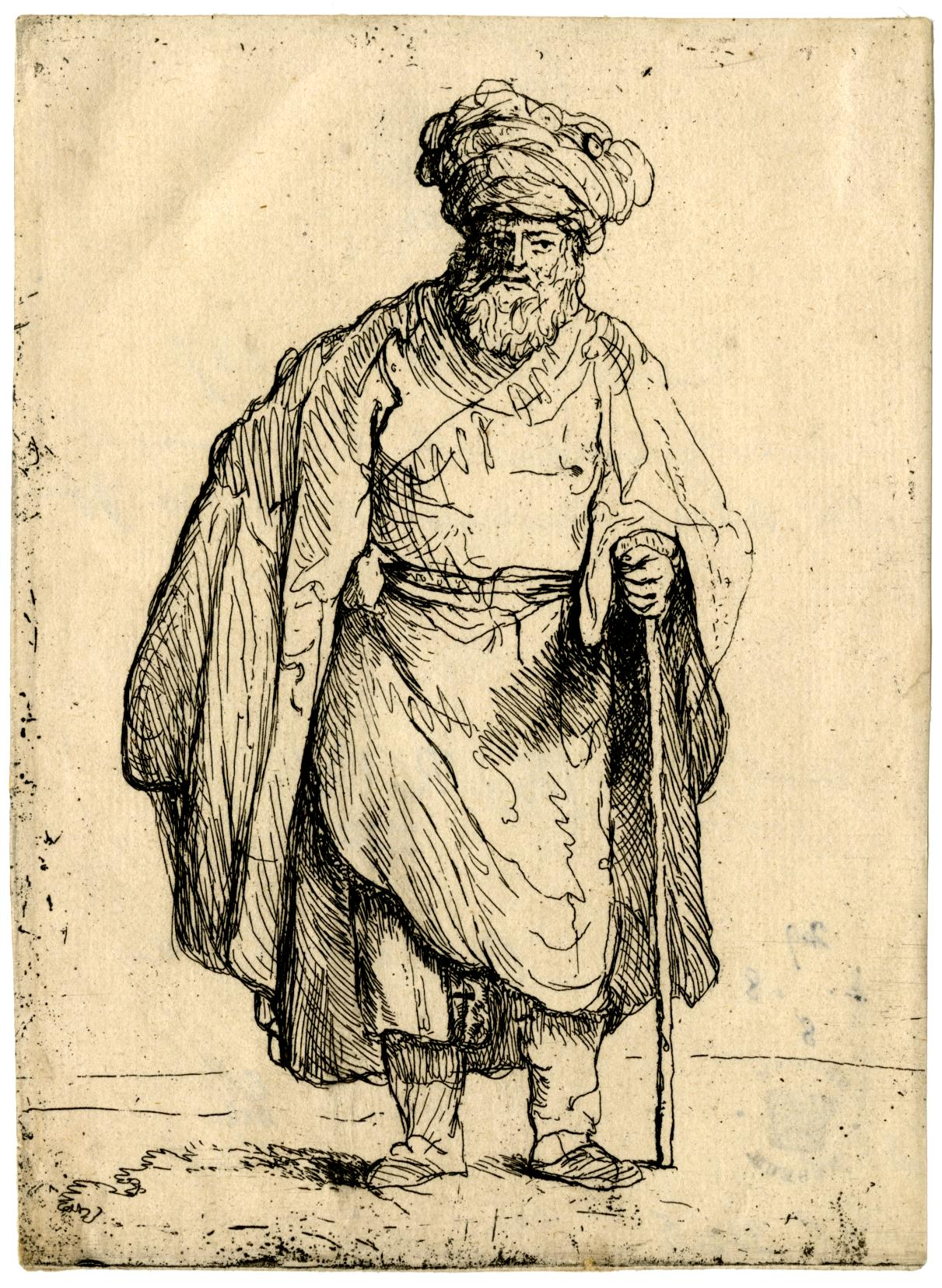
Homme oriental, debout de tout son long, portant un turban et un manteau, tenant un bâton, eau-forte d'après un dessin de Rembrandt (n. d.).